# Secret Voyage
Secret Voyage – siódmy album studyjny zespołu Blackmore’s Night wydany w 2008 r.

## Lista utworów
1. „God Save the Keg”
2. „Locked Within the Crystal Ball”
3. „Gilded Cage”
4. „Toast to Tomorrow”
5. „Prince Waldeck’s Galliard”
6. „Rainbow Eyes”
7. „The Circle”
8. „Sister Gypsy”
9. „Can’t Help Falling in Love”
10. „Peasant’s Promise”
11. „Far Far Away”
12. „Empty Words”